# Виланова ди Сопра (Мачерата)
Виланова ди Сопра је насеље у Италији у округу Мачерата, региону Марке.
Према процени из 2011. у насељу је живело 7 становника. Насеље се налази на надморској висини од 663 м.